# アレッサンドロ・デ・メディチ
アレッサンドロ・デ・メディチ（Alessandro de' Medici, 1510年7月22日 - 1537年1月6日）、通称イル・モーロ（il Moro）は、フィレンツェ共和国の僭主（在位：1523年 - 1527年、1530年 - 1532年）、ペンネ公、フィレンツェ公（在位：1532年 - 1537年）。
コジモ・デ・メディチ以来、事実上フィレンツェを支配していたメディチ家（兄脈）の最後の当主、そして世襲となった最初のフィレンツェ公である。

## 生涯
公式にはロレンツォ1世・デ・メディチ（イル・マニフィコ）の孫ロレンツォ2世・デ・メディチの庶子とされているが、本当の父親は枢機卿ジュリオ・デ・メディチ（後にローマ教皇クレメンス7世となった）である。彼が黒人との混血なのかははっきりしていない。ジュリオがメディチ家の黒人奴隷シモネッタ・ダ・コッレヴェッキオ（サビーナにあるコッレヴェッキオにちなむ名である）に生ませたとも、ローマ郊外の農民の娘に生ませたとも言う。いずれにしろ、その肌の色からあだ名の「イル・モーロ」（ムーア人）がつけられた。
1523年に教皇に選出された父がフィレンツェを離れると又従弟のイッポーリト・デ・メディチと共にフィレンツェの統治を託されたが、実際は父が送り込んだ後見人のシルヴィオ・パッセリーニ枢機卿を通じてローマにいる父がフィレンツェを遠隔統治する体制になっていた。ところが、1527年に父が外交政策の転換からローマ劫掠を招くと、アレッサンドロもそれに乗じたフィレンツェ市民の反乱によりイッポーリト・パッセリーニ共々追放された。
1529年6月、父と神聖ローマ皇帝兼スペイン王カール5世が和睦を結び、皇帝の後ろ盾でメディチ家復帰が決められると、10月に皇帝軍がフィレンツェを包囲、10ヶ月に渡る長期戦を繰り広げた（フィレンツェ包囲戦）。1530年8月に皇帝軍がフィレンツェを降伏させたことによりアレッサンドロはフィレンツェに復帰、父の命令で再びフィレンツェの統治者として君臨した。しかしこの間、1530年3月に父の手で皇帝に戴冠したカール5世により、イタリアはスペインの支配に置かれることが決定、スペイン軍のフィレンツェ市内や要塞駐屯も決められ、クレメンス7世父子を含むメディチ家はカール5世へ従属せざるを得なかった。
1532年4月、カール5世によりフィレンツェ公とされた（先立つ10年前の1522年にもペンネ公に叙爵）。同年発布された布告でフランチェスコ・グイチャルディーニら都市貴族たちによる国制改革が行われ、市民議会として二百人評議会と四十八人評議会が設立、その上にフィレンツェ公を補佐する最高諮問機関が置かれ、フィレンツェはアレッサンドロを頂点に置く君主制と貴族寡頭制の折衷になり、治世初めは父の影響下で穏健な統治を行った。
だが1534年に父が死ぬと専制に走り、イッポーリトを始めフィリッポ・ストロッツィとピエロ・ストロッツィ父子、ニッコロ・リドルフィ枢機卿、ジョヴァンニ・サルヴィアーティ枢機卿ら親族・有力者を追放した。またフィレンツェ政庁（後のヴェッキオ宮殿）の大鐘を破壊して武器に鋳直したり、ミケランジェロ・ブオナローティ作のダビデ像の対比として政庁正門右手にバッチョ・バンディネッリ作のヘラクレスとカクス像を設置、共和制に勝利したメディチ家を表現して市民の反感を買い、市民の武器を没収したり、反逆者を監禁する要塞としてフォルテッツァ・ダ・バッソを建設して市民に恐怖心を抱かせた。亡命したイッポーリトら反対派は皇帝への直訴を計画、1535年のイッポーリト急死（アレッサンドロによる毒殺とも）にもひるまなかった反対派により皇帝へ暴政を訴えられる危機に遭遇したが、グイチャルディーニら側近がアレッサンドロを弁護、皇帝がアレッサンドロ支持に回ったため事なきを得た。
1536年1月18日にはカール5世の庶出の娘であるマルゲリータ・ダズブルゴと結婚、4月にフィレンツェへ入城した皇帝へ一旦市門の鍵を渡し、改めて皇帝から鍵を受け取った。これはフィレンツェ公の権威が皇帝から与えられたこと、外国によるフィレンツェの支配を象徴していた。更にアレッサンドロに嫡子が無いまま死去した場合は皇帝がフィレンツェ・ピサ・リヴォルノの所有権を得るという協定も結び、フィレンツェの自立が脅かされていった。
1537年1月5日夜、アレッサンドロはメディチ家の同族ロレンツィーノ・デ・メディチ（ロレンザッチョ）によって暗殺された。事件はアレッサンドロが悪友だったロレンザッチョに彼の従姉である人妻との逢引をそそのかされ、寝室で待機していた所を殺し屋を連れたロレンザッチョに殺されたという状況だった（暗殺の動機は不明）。死後、グイチャルディーニら政治顧問たちが後継者について協議、フィレンツェ公には黒隊長ことジョヴァンニ・デ・メディチの子コジモ1世が後継者として選ばれた。この後フィリッポ・ストロッツィら亡命貴族がフランス王フランソワ1世の支援を得て、復権を賭けてフランス軍と共にフィレンツェに迫ったがモンテムルロの戦いでコジモ1世支持の皇帝軍に敗れ、捕らえられた多くの亡命貴族たちは処刑され（ストロッツィも翌1538年に獄中で自殺）、危機を乗り越え自己の立場を確立したコジモ1世は権力強化と駐屯スペイン軍の退去などスペインの影響力排除に取り掛かった。
最初のフィレンツェ統治の頃から傲慢・粗暴な性格で市民の評判が悪く、2度目のフィレンツェ統治でも性格は変わらず、専制君主的な振る舞いと女性たちとの乱脈な関係が一層評判を悪化させた。一方で市民からの苦情聞き取りで寛大な態度を取る一面もあり、ジョルジョ・ヴァザーリと親しくしてパトロンとなり、自分の肖像画制作などを任せたほか、ヴァザーリを遠縁のオッタヴィアーノ・デ・メディチへ預けたり、1536年の自身の結婚式に際して行われた皇帝のフィレンツェ入城の装飾準備を任せるなど厚遇した。ただしミケランジェロとの仲は悪く、治安維持を目的にフィレンツェで要塞建設を企画した際に拒否したミケランジェロを敵視したため、以後彼はフィレンツェを去りローマ滞在を余儀無くされた。ヴァザーリはアレッサンドロ暗殺後は各地を流浪してミケランジェロと親交を結んだりしていたが、1555年にフィレンツェへ復帰してコジモ1世に仕えた。

## 子女
マルゲリータ・ダズブルゴとの間に子供はなかった。マルゲリータは夫の死後1539年にパルマ公オッターヴィオ・ファルネーゼと再婚した。
3人の庶子が確認されており、ジュリオ・デ・メディチ（1533年頃 - 1598年）、ジュリア・デ・メディチ（1535年頃 - 1588年頃）、ポルツィア・デ・メディチ（1538年 - 1565年）がいた。息子ジュリオは父の暗殺直後では後継者候補に上がったが却下され、コジモ1世が後継者となった。フィレンツェ公にはなれなかったが、1562年に誕生した聖ステファノ騎士団の初代提督に就任、1563年にバルバリア海賊相手に戦った。